# 比治山橋停留場
比治山橋停留場（日语：／ Hijiyama-shita teiryūjō */?），又稱比治山橋電車站，是位於廣島縣廣島市南區比治山本町，廣島電鐵皆實線的電車站。車站編號為H03。

## 電車站構造
電車站是建築在廣島縣道37號比治山通上，並與京橋川並行。

## 月台配置
設有側式月台兩座，沒有配有月台編號。出入口設於向南區役所前的末端，其中下行的月台稍比上行的月台為短，長度只有24米，但是，整個下行月台區域均附有上蓋，而前方約8米、靠向車路的一側更裝有全封式圍板，上半部份為透明板，其餘部份則仍附有欄竿分隔月台和車路；上行月台則稍長，長度約28米，然而，只有靠近入口處才有一個細小的有蓋候車亭，其餘皆為全露天。同樣在外側建有分隔月台與車路的欄竿。
本站只有5系統會駛入此站。因沒有月台編號，只靠站牌外側顯示的行車目的地去區別。
| 月台                           | 路線  | 上下行 | 方向                   |
| ------------------------------ | ----- | ------ | ---------------------- |
| (靠向京橋川)                   | 5號線 | 上行   | 廣島站方向             |
| (靠向廣島國際醫療福祉專門學校) | 5號線 | 下行   | 宇品二丁目、廣島港方向 |

## 歷史
- 1944年12月27日：車站啟用[3]。
- 1945年8月6日：廣島市被投下原子彈，皆實線全線不能通行[3]。
- 1948年7月1日：皆實線全線路線重開[3]。

## 使用狀況
根據廣島電鐵上繳國土交通省有關「實施移動等圓滑化相關事宜」（移動等円滑化に関する取り組み）報告中，本站的使用人數如下：
| 乘降人員推算 | 乘降人員推算     | 乘降人員推算   |
| 年度         | 1日平均 乘降人次 | 出處           |
| ------------ | ---------------- | -------------- |
| 2021         | 660              | [ 廣電統計 1 ] |
| 2022         | 725              | [ 廣電統計 2 ] |
| 2023         | 815              | [ 廣電統計 3 ] |
| 2024         | 833              | [ 廣電統計 4 ] |

## 電車站周邊
電車站西邊設有京橋川。電車站鄰接比治山橋。比治山橋是原子爆被炸毀之一。在橋樑上設有被爆石碑「廣島縣道路元標」。

## 相鄰電車站
廣島電鐵
■皆實線
比治山下（H02）－比治山橋（H03）－南區役所前（H04）

### 統計資料
1. ↑  2021年度 移動等円滑化取組報告書（軌道停留場），第3頁。
2. ↑  2022年度 移動等円滑化取組報告書（軌道停留場） （页面存档备份，存于），第3頁。
3. ↑  2023年度 移動等円滑化取組報告書（軌道停留場），第3頁。
4. ↑  2024年度 移動等円滑化取組報告書（軌道停留場），第3頁。

## 外部連結
- 廣島電鐵比治山橋（页面存档备份，存于）（日語）